# Hélène Gautier-Pictet
Hélène Gautier-Pictet (* 8. Mai 1888 in Bern; † 14. Dezember 1973 in Genolier; heimatberechtigt in Genf) war eine Schweizer Frauenrechtlerin.

## Leben
Hélène Pictet wurde 1888 in Bern geboren. Ihr Vater war dort als Hauptstadtredaktor für den Journal de Genève tätig, ihre Mutter war Marie Hirschgartner. Sie stammte väterlicherseits aus der protestantischen Genfer Patrizierfamilie Pictet. Nach der Maturität besuchte sie an der Universität Genf Vorlesungen an der Geisteswissenschaftlichen Fakultät, wo sie die Bekanntschaft von Emilie Gourd machte, die sie überzeugte, sich für die Rechte der Frauen einzusetzen. 
Im Jahr 1909 heiratete sie den Bankier Charles Gautier, verzichtete aber darauf in dessen Haushalt in Cologny bei Genf einzutreten; ihre gemeinsame Tochter  Geneviève heiratete den evangelischen Geistlichen und Hochschullehrer André Biéler, und ihr Sohn war der Banker Jean-Jacques Gautier. Im Jahr 1937 gründete sie das Centre de liaison des associations féminines genvoises, das sich für die Rechte der Frauen in den staatlichen Institutionen Genfs einsetzte. Sie starb 1973 in Genolier im Kanton Waadt.